# Saison 2 de H
Chronologie
Saison 1 Saison 3
Cet article présente la deuxième saison de la série télévisée française H. Cette saison a été diffusée sur Canal+ du 4 septembre 1999 au 5 février 2000 et a été tournée aux Studios de la Montjoie à La Plaine Saint Denis.
C'est la dernière saison dans laquelle apparaît Béatrice (Catherine Benguigui), mais aussi la première dans laquelle apparaît le directeur de l'hôpital (Edgar Givry).

## Épisodes

### Épisode 3:Une histoire de démission
- Le professeur Strauss n'apparaît pas dans l'épisode.
- C'est dans cet épisode que Sabri commence à travailler au bar dans lequel se retrouvent régulièrement les personnages.

### Épisode 11:Une histoire de mec formidable
Le professeur Strauss n'apparaît pas dans l'épisode.

### Épisode 20:Une histoire de cobaye
Le professeur Strauss n'apparaît pas dans l'épisode.